# Ahmad ibn Yakub ibn Fezara
Ahmad ibn Yakub ibn Fezara (fl. IX secolo) è stato un emiro aghlabide della Sicilia.
Ahmad fu una figura di secondo piano, e subentrò per breve tempo alla carica di governatore. Era lo zio dell'ex emiro Abbas e regnò all'861 fino al 862, quando fu deposto direttamente dal popolo. Fu sostituito da Abdallah ibn Abbas ibn al-Fadl.